# Геханіст (Арарат)
Геханіст (вірм. Գեղանիստ) — село в марзі Арарат, у центрі Вірменії. Село розташоване за декілька кілометрів на захід від передмістя Єревана, за 1 км на південний захід від села Аргаванд, за 2 км на північний схід від села Азаташен та за 3 км від села Арбат.